# Richard Mique

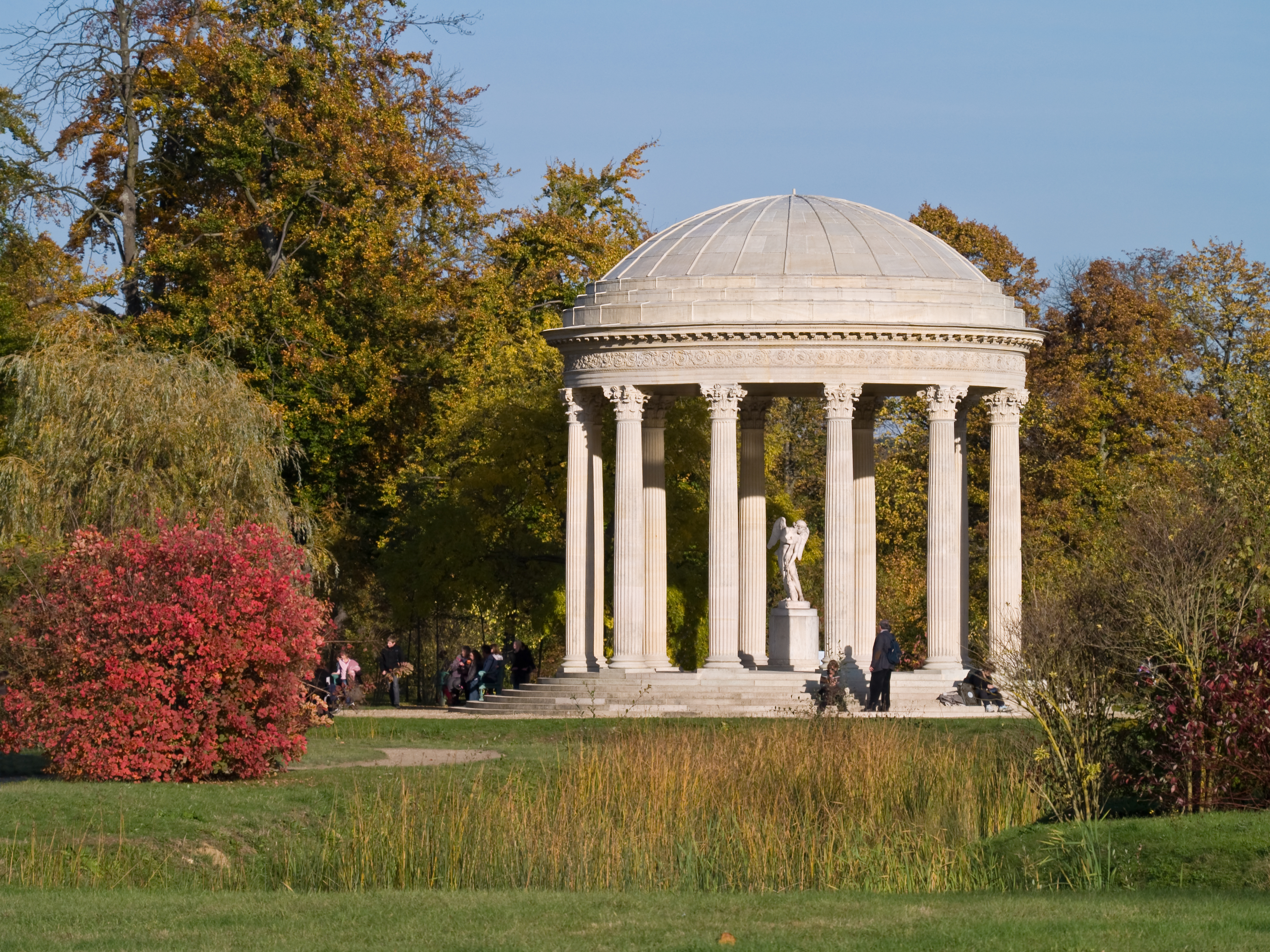
De Temple de l'Amour ('Tempel der Liefde'), Versailles

Richard Mique (18 september 1728 – 8 juli 1794) was een Frans architect.
In 1778 ontwierp hij de Temple de l'Amour ('Tempel der liefde') die bij het Klein Trianon in Versailles staat, een geschenk van Lodewijk XVI aan zijn vrouw Marie Antoinette. In 1783-86 legde Mique ook het pseudo-boerendorpje Le Hameau de la Reine aan voor de koningin.
- Bibliothèque nationale de France: cb16549886m (data)
- Gemeinsame Normdatei: 124100856
- International Standard Name Identifier: 0000 0000 6680 8767
- KulturNav: 15592e52-49d4-4d86-9113-603fdc2bd0c3
- Library of Congress Control Number: n98101378
- Nationale Bibliotheek van Israël: 987007320899505171
- RKD-Nederlands Instituut voor Kunstgeschiedenis: 102631
- Système universitaire de documentation: 087809117
- Union List of Artist Names: 500002777
- Virtual International Authority File: 20606018
- WorldCat: E39PBJrwPy7WDGvGKhP6tpHt8C